# Tasqala
Tasqala (kasachisch Тасқала, russisch Таскала Taskala; bis 2004 Каменка Kamenka) ist ein Ort in Kasachstan.

## Geografie
Tasqala liegt im Westen Kasachstans im Gebiet Westkasachstan westlich des Flusses Ural und somit im europäischen Teil des Landes. Durch den Ort fließt der Fluss Derköl, ein Nebenfluss des Tschagan. Tasqala ist etwa 30 Kilometer von der russischen Grenze entfernt und liegt rund 80 Kilometer westlich von Oral und 300 Kilometer östlich von Saratow. Der Ort ist das Verwaltungszentrum des gleichnamigen Audan Tasqala.

## Bevölkerung
Bei der Volkszählung 1999 hatte Tasqala 7.054 Einwohner. Die Volkszählung 2009 ergab für den Ort eine Einwohnerzahl von 7.350. Bei der letzten Volkszählung 2021 lebten 8.118 Menschen in Tasqala. Die Fortschreibung der Bevölkerungszahl ergab zum 1. Januar 2025 eine Einwohnerzahl von 8021.
| Einwohnerentwicklung               | Einwohnerentwicklung | Einwohnerentwicklung | Einwohnerentwicklung | Einwohnerentwicklung | Einwohnerentwicklung | Einwohnerentwicklung | Einwohnerentwicklung |
| 1939                               | 1959                 | 1970                 | 1979                 | 1989                 | 1999                 | 2009                 | 2021                 |
| ---------------------------------- | -------------------- | -------------------- | -------------------- | -------------------- | -------------------- | -------------------- | -------------------- |
| 3.728                              | 3.802                | 5.361                | 6.157                | 6.422                | 7.054                | 7.350                | 8.118                |
| Anmerkung: Volkszählungsergebnisse |                      |                      |                      |                      |                      |                      |                      |

## Verkehr
Im Ort gibt es einen Bahnhof an der Bahnstrecke Saratow – Jerschow – Oral – Sol-Ilezk. Dieser wurde 1894 eröffnet und war bis 2017 nach Nikolai Schipow, einem ehemaligen General des Ural-Kosakenheeres benannt. Dort verkehren sowohl Güter- als auch Personenzüge. Durch Tasqala verläuft die von Oral kommende kasachische Fernstraße A29 weiter zum rund 30 Kilometer entfernten Grenzübergang mit Russland; dort führt sie weiter als Regionalstraße nach Engels bei Saratow.